# 本郷中学校・高等学校
本郷中学校・高等学校（ほんごうちゅうがっこう・こうとうがっこう、英: Hongo Junior & Senior High School）は、東京都豊島区駒込に所在し、中高一貫教育を提供する私立男子中学校・高等学校。
高等学校においては、2020年度まで、中学校から入学した生徒と高等学校から入学した生徒で第2学年から混合して学級を編成する併設混合型中高一貫校であったが 、2021年度入試より高校募集を停止し完全中高一貫校に移行した。
本郷中学校と本郷高等学校を合わせて、本郷学園（ほんごうがくえん）とも呼ばれる。中学校は「本中」（ほんちゅう）、高等学校は「本高」（ほんこう）の略称でも呼ばれる。
学校法人本郷学園が設置・運営する教育施設として他にもみじ幼稚園がある。

## 概要
高松松平家第12代当主である松平賴壽により、1921年（大正10年）5月、（旧制）本郷中学校設立準備委員会が設立される。当時は中等教育が急速に普及していたが、官公立の中学は数が少なく、地元の本郷区立誠之小学校から多くの子弟の進学が困難であったし、また教育界が知育偏重・画一的な教育に大勢を占められていた。松平はこうした状況を憂え、1923年（大正12年）4月、（旧制）本郷中学校を開校した。初代理事長兼初代学校長に松平賴壽が就任した。
当初は本郷区内に設立される計画であったが、区内に土地が見つからず、染井にあった、賴壽の母である松平千代子の住まいの一部に設立された経緯があり、巣鴨や駒込に近い土地ではあるが、学校名は「本郷」とされた。
初代教頭に就任したのは永井道明である。永井は、教科としての体操の確立と発展に寄与し、体育教師の地位向上に貢献した、日本の体操の父と称される人物である。永井自らも体操科の授業を担当した。現在の体育館である「永井體育館」の名称は、初代教頭の永井に由来するものである。
1954年（昭和29年）、本郷中学校・高等学校の名誉校長であり、かつて第2代校長であった徳川宗敬により、校内にもみじ幼稚園が設立される。現在、もみじ幼稚園正門に掲げられている表札の「もみじ幼稚園」の字は、徳川宗敬が書いたものである。
かつては普通科の他に理数科・機械科・デザイン科の4学科を設置していたが、進学校への志向の転換により、現在は普通科のみの編成となっており、特進コースが設置されるなど、中高一貫体制へと転換している。
高等学校ではクラブ活動が盛んだった時代があり、ラグビー部やサッカー部、漕艇部は全国を代表する名門だった。ラグビー部は1985年の第65回全国高等学校ラグビーフットボール大会では準優勝をしており、花園の常連校だった時代もあるが、相対的な実力は低下し、近年は全国大会への出場も少なくなったが、2007年度は4年ぶりに全国大会へ出場した。2010年度は3年ぶり9回目の出場。漕艇部もインターハイ優勝だけでなく、オリンピック選手を複数輩出している。サッカー、ラグビー部と異なり漕艇部は現在は廃部になっている。
本郷中学校の校章には「本中」、本郷高等学校の校章には「本高」の略称がそれぞれ用いられており、これらの略称でも呼ばれる。

## 教育理念
建学の精神は「個性を尊重した教育を通して、国家有為の人材を育成する」である。教育目標は、強健（心身両全にして、困難に耐えうる）、厳正（志操堅固にして、自らに厳しく中正な判断をなしうる）、勤勉（責任を重んじ、誠心誠意つねに自己の務めに精励する）である。文武両道を旨とする方針の下、生徒の自発的な学習すなわち自学自習を促す傍ら、クラブ活動を強く奨励していて、中学全体で94%、高等学校全体で73%の生徒が部活動に参加している。なお、文武両道の「武」に当たるクラブ活動については、運動部だけではなく文化部も含まれる。また、生活習慣の確立も重要視している。

## 沿革
- 1921年（大正10年）5月 - 本郷中学校設立準備委員会発足。
- 1922年（大正11年）- 本郷中学校設立認可の申請を文部大臣に提出。
- 1923年（大正12年）4月 - 旧制本郷中学校開校。初代理事長兼初代学校長に松平賴壽、初代教頭に永井道明が就任。
- 1925年（大正14年）- 鉄筋コンクリート3階建校舎が落成（旧校舎）。
- 1929年（昭和4年）- 校歌を制定。作詞：坪内逍遥、作曲：信時潔
- 1936年（昭和11年）- 永井體育館落成。
- 1944年（昭和19年）
  - 9月 - 初代理事長兼初代学校長・松平賴壽が在任のまま逝去。第2代理事長に松平賴明が就任。
  - 11月 - 第2代学校長に理事だった徳川宗敬が就任。
- 1945年（昭和20年）- 空襲によって永井體育館1棟を残し他校舎が全焼。
- 1946年（昭和21年）- 第2代学校長・徳川宗敬が副理事長を兼務。
- 1947年（昭和22年）- 校舎復旧工事の開始。
- 1948年（昭和23年）4月 - 学制改革に伴い、「本郷中学校・高等学校」となる。
- 1949年（昭和24年）6月 - 副理事長兼第2代学校長・徳川宗敬が学校長を退任し、名誉校長に就任。第3代学校長に内山静一が就任。
- 1954年（昭和29年）- もみじ幼稚園開園。副理事長で本郷中学校・高等学校の名誉校長である徳川宗敬が初代幼稚園長を兼務。
- 1958年（昭和33年）6月 - 第3代学校長・内山静一が在任のまま病逝。第2代理事長・松平賴明が第4代学校長を兼務。新制本郷中学校の生徒募集を停止。
- 1959年（昭和34年）1月 - 工業課程機械科を併設。
- 1960年（昭和35年）7月 - 鉄筋コンクリート2階建の機械科第1実習工場が落成。
- 1961年（昭和36年）4月 - 鉄筋コンクリート3階建の理科特別教室が落成。
- 1963年（昭和38年）9月 - 鉄骨平屋建の機械科第2実習工場と鉄筋3階建校舎が落成。
- 1966年（昭和41年）4月 - 工業課程デザイン科を併設。
- 1967年（昭和42年）6月 - 鉄筋地下1階、地上2階建のデザイン科実習棟が落成。
- 1973年（昭和48年）10月 - 50周年記念館（50館）が落成。生徒ホール、図書室、視聴覚教室、芸術科教室を新設。
- 1981年（昭和56年）- もみじ幼稚園新園舎が落成。60周年記念庭園が完成。
- 1984年（昭和59年）10月 - 60館落成。
- 1985年（昭和60年）4月 - 理数科を併設。
- 1986年（昭和61年）2月 - 63館落成。
- 1988年（昭和63年）4月 - 中学校募集再開。
- 1989年（平成元年）- 第2代学校長兼名誉校長兼初代幼稚園長・徳川宗敬が逝去。
- 1990年（平成2年）
  - 2月 - 第2代理事長兼第4代学校長・松平賴明が在任のまま逝去。第3代理事長に松平賴武が就任。
  - 4月 - 第5代学校長に新井勲夫が就任。
- 1992年（平成4年）- 工業課程の機械科を電子機械科に改称。
- 1993年（平成5年）12月 - 鉄筋コンクリート4階建の本館・体育館が落成（現在の1号館）。
- 1995年（平成7年）4月 - 第3代理事長・松平賴武が第6代学校長を兼務。
- 1996年（平成8年）- 工業課程の電子機械科とデザイン科の募集を停止。
- 1998年（平成10年）- デザイン棟を視聴覚教室・美術室・選択教室に改修。
- 1999年（平成11年）- 副校長に池田正彦が就任。機械科実習工場（35館）を多目的ホール・選択教室に改修。
- 2001年（平成13年）8月 - 別館にトレーニングルームルーム、シャワー室を設置。
- 2002年（平成14年）4月 - 第7代学校長に高橋雄が就任。理数科の募集を停止。中庭改修。別館にトレーニングルーム・シャワー室、MM（マルチメディア）教室を設置。50館3階を視聴覚大教室に改修。高等学校に特進コースを設置。
- 2004年（平成16年）8月 - 第1回海外研修実施。
- 2008年（平成20年）
  - 4月 - 第8代学校長に北原福二が就任。
  - 9月 - 校庭グラウンドを全面人工芝に改修。
- 2010年（平成22年）- 副校長に宮沢正喜が就任。
- 2011年（平成23年）4月 - 35館の建て替えを開始。校舎名を改称。
- 2012年（平成24年）
  - 1月 - 4号館（旧35館）の建て替え完了。食堂を改修。太陽光パネルを4号館屋上に設置。
  - 4月 - 2号館（旧別館）の建て替えを開始。
  - 創立90周年記念式典挙行。
- 2014年（平成26年）3月 - 2号館（旧別館）の建て替え完了。
- 2015年（平成27年）6月 - 2号館に本郷ギャラリー完成。
- 2016年（平成28年）4月
  - 第9代学校長に佐久間昭浩が就任。
  - 第4代理事長に松平賴昌が就任。
- 2021年（令和3年）- 高校からの募集を停止。
- 2024年（令和6年）4月
  - 第10代学校長に木村友彦が就任。

## 交通アクセス
- 東日本旅客鉄道（JR東日本）山手線・都営地下鉄三田線巣鴨駅より徒歩2分強。
- JR山手線・東京メトロ南北線駒込駅より徒歩7分。

## 教育課程

### コース編成
高等学校においては、現在、特進コースと進学コース（通常のコース）を設置している。
特進コースは東京大学、京都大学、一橋大学、東京工業大学の合格を目標としている。このコースの在籍生徒は入学試験時に選抜された生徒ではなく、入学後の学業成績・素行等、および本人の希望を踏まえて選抜される。
進学コースにおいても、難関私立に対応したカリキュラムの下で授業が進められる。
1学年につき特進コースは2学級で、他の4学級（または5学級）は進学コースである。進学コース・特進コースともに、高2で、文系と理系に学級が分けられる。

### カリキュラム
授業は中高一貫教育の利点を生かして高1の段階で高2までの課程をすべて修了し、高2以降はそれぞれの志望大学に向けて選択授業制となる。高入生は中入生に進度を合わせるため、高1では別々に学級が編成されるが、高2からは中入生・高入生を混合の上、文系と理系に分けられる。さらに文系は地理歴史における世界史B選択者と日本史B選択者に、理系は理科における生物選択者と物理選択者に分けて学級が編成される（なお基本的に選択する人はいないが、地理Bや地学を選択することも可能）。
また、中学では数学の合同授業も実施されている。年5回、中学1年生と2年生を半数ずつ交ぜたクラスを作り、同じ教材で勉強する。この趣旨は、2年生との交流を促し、テスト対策の仕方など先輩の経験を後輩たちに伝えることにある。

## 行事

### 本郷数学基礎学力検定試験（本数検）
毎年度4月・9月・1月（毎学期初め）に中学と高校で実施されている数学検定試験。これは8級から参段までの単位の取得を目指すもので、上位級を取得した生徒は全校集会等で表彰される。また、合格者は、氏名や取得級などが廊下に掲示される。なお、文系の生徒で受験に数学を使わない生徒は、高3の1学期および2学期は本数検の受験を辞退し社会の試験を受けることができる。

### 本郷英単語力検定試験（本単検）
中学のみ実施。毎年度4,9,1月（毎学期初め）に行われている英単語力検定試験。本数検同様、成績優秀者は表彰のほか、廊下にて氏名や取得級などが掲示される。

### マラソン大会
11月に荒川河川敷で行われている。中学生は6.85 km、高校生は11.5 kmを走る。

### スキー教室
中1または中3の希望者を対象に、長野県・湯の丸高原スキー場で実施される。事前にスキー経験を調査し、初級・中級・上級のレベル別に現地のインストラクターが指導する。

### 情操教育
年に2回実施される。学校全体でオーケストラや狂言、演劇などを鑑賞する。内容は毎年変わる。

### 競技大会
体育祭とは別に、中学と高校でそれぞれ1回ずつ行われる。サッカーやドッジボールなどの団体競技を、学年ごとに学級対抗で行う。生徒会によって運営されている。

### 合唱コンクール
中学のみ実施。毎年度2月に行われている行事。各クラスごとに別の合唱曲を練習し、優勝を競う。
| 4月  | 入学式、クラブ紹介、学力診断テスト、オリエンテーション、校外授業、本数検 |
| 5月  | 生徒総会、生徒会選挙、中間考査、校内競技大会                             |
| 6月  | 総合検診、情操教育、体育祭                                               |
| 7月  | 期末考査、夏期講習、教養講座                                             |
| 8月  | 林間学校、海外研修（中3・高1希望者）、夏期講習                           |
| 9月  | 課題テスト、本数検、本郷祭（文化祭）                                     |
| 10月 | 中間考査、修学旅行、情操教育                                             |
| 11月 | マラソン大会、生徒総会、生徒会選挙                                       |
| 12月 | 期末考査、校内競技大会、スキー教室                                       |
| 1月  | 課題テスト、本数検、受験生壮行会                                         |
| 2月  | 中学入試、到達度テスト                                                   |
| 3月  | 学年末考査、合唱コンクール（中学のみ）、修了式、卒業式                   |

## 学校施設

### 校門
「駒込門」と「巣鴨門」がある。生徒はどちらからでも登下校することができる。
- 駒込門（正門）
  - 駒込門を入るとすぐに1号館がある。
  - もみじ幼稚園の園舎および園庭は駒込門側にある。
- 巣鴨門（裏門）
  - 巣鴨門を入るとすぐに5号館およびグラウンドがある。
  - 多くの生徒がこの門を使用する。
  - もみじ幼稚園も含めた校章がある。

### 校舎

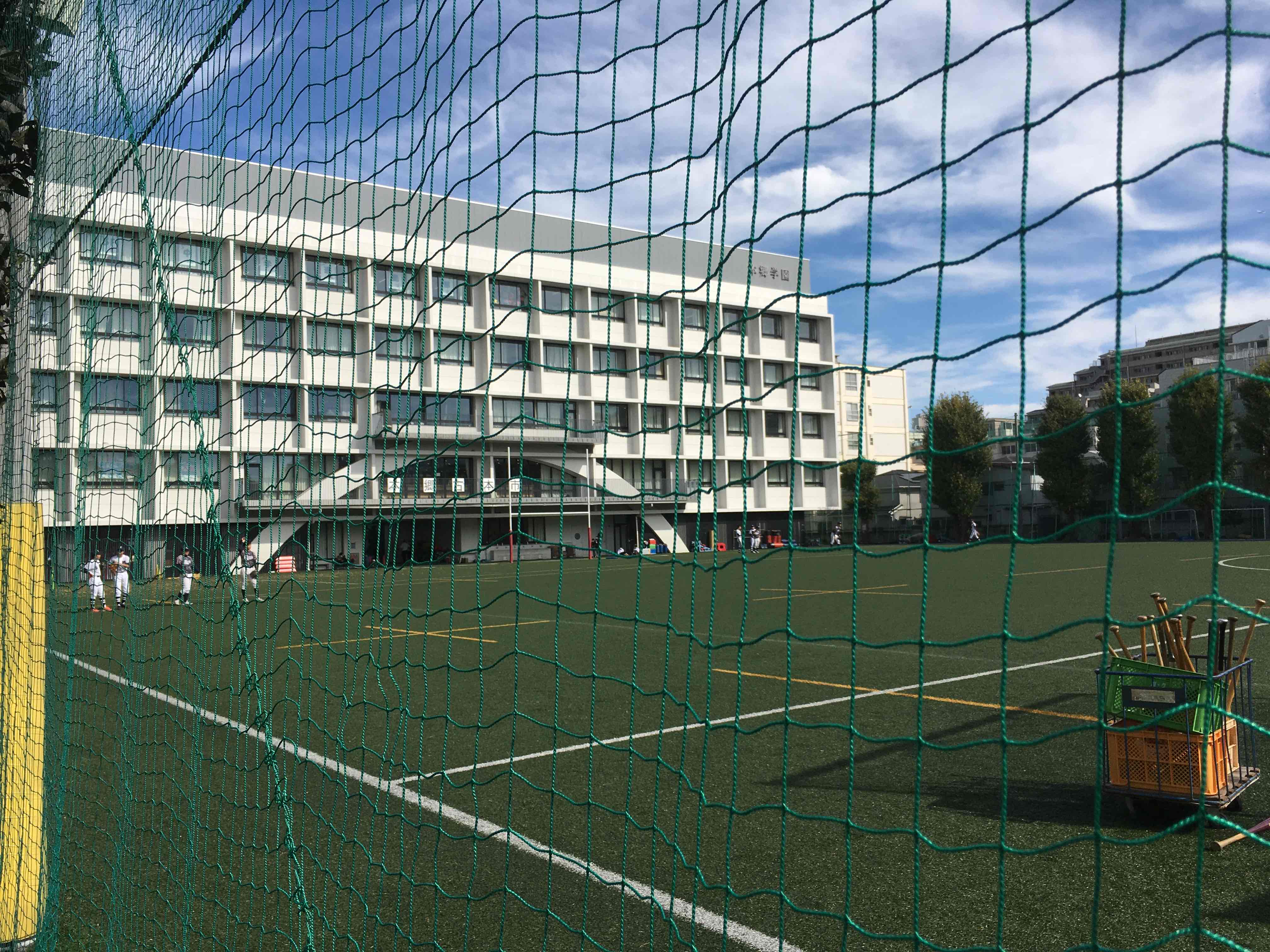
本郷学園2号館（旧：別館）。創立90周年記念事業の一環として建て替えられ、2014年落成。

現校舎名は、2011年（平成23年）の校舎名改称後のもの。便宜上、これ以後に建て替えが実施された校舎についても、旧校舎名を併記する。3号館・4号館・5号館・6号館の旧校舎名の2桁の数字は、落成時に本校が創立何周年であったかに由来する。
- 1号館 - 旧：本館。1993年落成。
  - 教室（中学校）（3階・4階）
  - 特別教室（4階）
  - 永井體育館（1階）
    - 名称は初代教頭永井道明に由来する。

  - 保健室（1階）
  - 事務室（1階）
  - 大職員室（2階）
  - 大会議室（2階）
  - 音楽室（3階）
  - テニスコート・バレーコート（屋上）（コートは共用）
  - 連絡通路を通して、3号館・6号館と繋がっている。
- 2号館 - 旧：別館。創立90周年記念事業の一環として建て替えられ、2014年落成。
  - 教室（中三〜高一生、高二〜高三進学コース）（3階・4階・5階）
  - 選択教室A〜I（2階・3階・4階・5階）
  - 講堂（地下1階・地下2階）
    - 2号館はパラレルアーチ構造によって支えられているため、この講堂と1階には柱がない。

  - ピロティ（1階）
    - グラウンドと中庭を繋ぐ。

  - 図書室（2階）
  - ラーニングコモンズ（2階）
  - 進路指導室（2階）
  - 野球投球練習場（屋上）
  - 連絡通路を通して、3号館と繋がっている。
- 3号館 - 旧：60館。1984年落成。
  - 教室（高二〜高三特進コース）（3階）
  - 生徒会室（2階）
  - 理科実験室
    - 中学理科室（2階）
    - 化学実験室（1階）
    - 物理実験室（2階）
    - 生物・地学実験室（1階）

  - 理科講義室
    - 化学講義室（1階）
    - 物理講義室（2階）
    - 生物・地学講義室（1階）

  - 連絡通路を通して1号館・2号館・4号館と繋がっている。
- 4号館 - 旧：35館。創立90周年記念事業の一環として建て替えられ、2011年落成。
  - 多目的ホール（1階）
  - 技術室（2階）
  - 美術室（3階）
  - 工芸室（3階）
  - 連絡通路を通して3号館・5号館と繋がっている。
- 5号館 - 旧：63館。1986年落成。
  - コンピュータ室（3階）
  - 家庭科調理実習室（1階）
  - 柔道場（2階）
  - 剣道場（2階）
  - 選択教室K（3階）
  - 連絡通路を通して4号館と繋がっている。
- 6号館 - 50周年記念館。旧：50館。1973年落成。
  - 食堂（1階）
    - 高校生は昼休みや放課後に利用できる。中学生は土曜日の放課後のみ利用できる。
    - もみじ幼稚園の給食は、本校の食堂の業者によって作られる。

  - 自習室（2階）
  - 視聴覚大教室（3階）
  - 音楽室（4階）
  - 美術室（4階）
  - 連絡通路を通して1号館と繋がっている。
- 部室棟
- 購買（パン屋）
- もみじ幼稚園園舎・園庭（部室棟の隣） - 1981年落成。
  - 保育室

### 校庭
グラウンドと中庭は、2号館1階の吹き抜けを通して繋がっている。
- グラウンド
  - サッカーやラグビーの公式戦ができる広さであり、学園全体の面積にしてはグラウンドの敷地は東京23区内でも有数の広さである。
  - 2008年（平成20年）に、グラウンド全面が明治神宮野球場で使われているものと同様の人工芝となった。
- 中庭
  - 1号館・2号館・3号館・6号館に囲まれている。

## 入学試験
2021年度から、中学入試のみとなっている。中学入試は各年度に3回あり、それぞれ国語・算数・理科・社会の4教科の筆記試験の合計得点により合否が判定される。2019年度までは6学級の募集であったが、2020年度より7学級の募集となる。中学校第3回入試は例年倍率が高い（2020年度は約9.5倍、2019年度は約12.8倍であった）。

### 高校入試
2020年度までは高校入試も実施していた。高校の1学年（8学級）のうち、約4分の1（2学級）を高校入試で募集していた。
単願の推薦入試と一般入試が1回ずつ実施された。併願推薦・併願優遇の制度は無い。それぞれ、国語・英語・数学の3教科の筆記試験の合計得点と面接により合否が判定される。なお、推薦入試においても筆記試験の合計得点により合否が判定された。
2021年度より高校募集が停止となる。

## 著名な出身者

### 学術
- 景山正隆 - 国文学者

### 美術・漫画
- 秋本治（デザイン科）- 漫画家（こちら葛飾区亀有公園前派出所）
- きたがわ翔（デザイン科）- 漫画家（ホットマン）
- 斉藤むねお（デザイン科）- 漫画家
- 曽山一寿（デザイン科）- 漫画家（絶体絶命でんぢゃらすじーさん）
- 田島昭宇（デザイン科）- 漫画家（魍魎戦記MADARA、多重人格探偵サイコ）
- 原哲夫（デザイン科）- 漫画家（北斗の拳）
- 藤原カムイ（デザイン科）- 漫画家（雷火（作画）、ドラゴンクエスト列伝 ロトの紋章、精霊の守り人（作画））
- なんきん（デザイン科）- 漫画家、俳優
- 古沢優（デザイン科）- 漫画家（たいまんぶるうす）
- ことぶきつかさ（デザイン科）- 漫画家・デザイナー（セイバーマリオネットJ）
- 小沢高広（うめ）（普通科） - 漫画家（大東京トイボックス）
- 金子ナンペイ（デザイン科）- イラストレーター
- 塚本やすし （デザイン科）- イラストレーター・装幀家・絵本作家
- 村上隆 - 現代美術家、アーティスト
- 杉森建 - イラストレーター、ゲームクリエイター

### スポーツ
- 北島康介 - アテネオリンピック・北京オリンピック 男子平泳ぎ100メートル・200メートル金メダリスト
- 加藤好男 - 元ジェフ市原・元日本代表GK
- 田口貴寛 - 元読売サッカークラブ
- 浅野良太（電子機械科） - ラグビー選手（NECグリーンロケッツ）・日本代表
- 笠井建志（電子機械科）- ラグビー選手（東芝ブレイブルーパス）・元日本代表
- 大前祐介 - 陸上選手・男子200メートルのジュニアアジア記録保持者
- 佐藤耀 - ラグビー選手（NECグリーンロケッツ）
- 佐藤真吾 - ラグビー選手（2018年度早稲田大学ラグビー蹴球部主将）
- 福澤慎太郎 - ラグビー選手（トヨタヴェルブリッツ）
- 木村季由 - 東海大学ラグビー部監督兼GM

### その他
- 北原照久 - おもちゃコレクター
- 三遊亭貴楽 - 落語家、駒澤大学ラグビー部監督
- 箕輪友行 - 実業家
- 亀井忠雄 - 人間国宝（能楽）
- 佐々木忠次 - 東京バレエ団創設者
- 飯田弘之 - 将棋棋士・大学教授
- ATSUSHI - EXILEボーカル
- 小竹正人 - 作詞家
- 太田宏人 - フリーライター、「ペルー新報」元編集長
- 村上信夫 - NHKアナウンサー
- 見浪哲史 - NHKアナウンサー
- NATIN - ロックバンドSIAM SHADEのベーシスト
- 坂東正敬 - レーシングチーム監督
- 石川諭 - トランザクション創業者・代表取締役社長
- 野本義明 - AV監督。ソフト・オン・デマンド代表取締役社長
- 八木沼悟志 - 作曲家、シンセスト。fripSideのプロデューサー
- 青江覚峰（中高一貫科）- 僧侶
- 江原啓之（デザイン科）- スピリチュアルカウンセラー
- 丸山敬太（デザイン科）- （ケイタ・マルヤマ）服飾デザイナー
- 木下裕章（デザイン科）- ヘアメイクアーティスト
- 本田恭章 （デザイン科・中退）- ミュージシャン
- DABO（デザイン科・中退）- HIPHOPアーティスト
- 髙比良くるま - お笑い芸人、令和ロマンメンバー